# Café de gatos

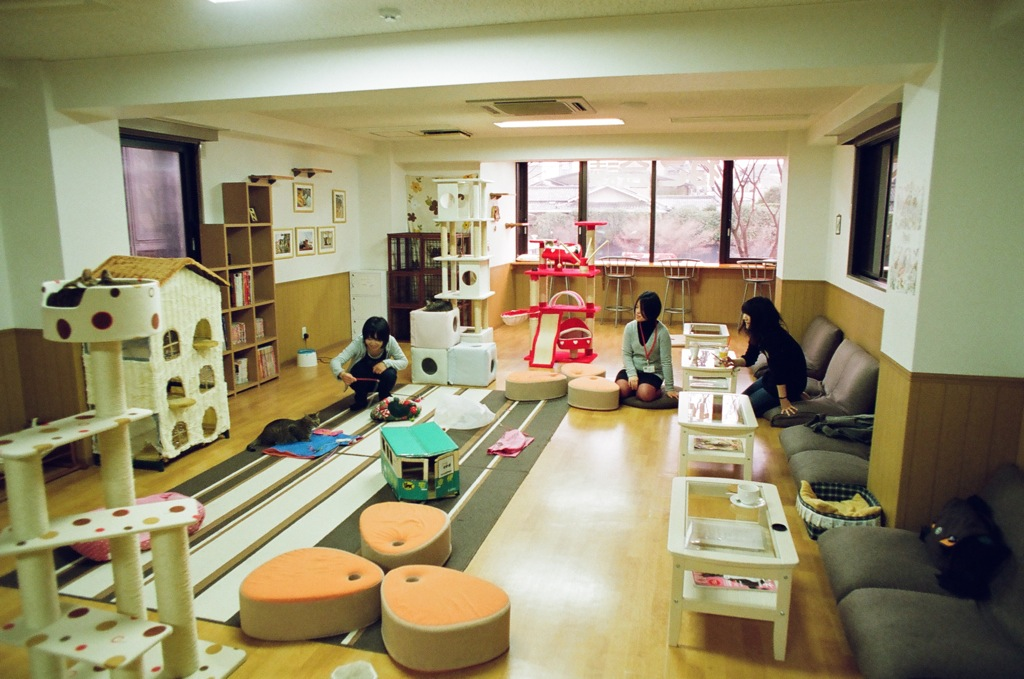
Um café de gatos em Kyoto.

Um Café de Gatos (猫カフェ, neko kafe, neko significa gato em japonês) é um bar ou um café que oferece um grande número de gatos com os quais os clientes podem interagir. Este tipo de café temático é um conceito popular no Japão, com alguns cafés em outros países, incluindo o Brasil, oferecendo um serviço semelhante.

## História

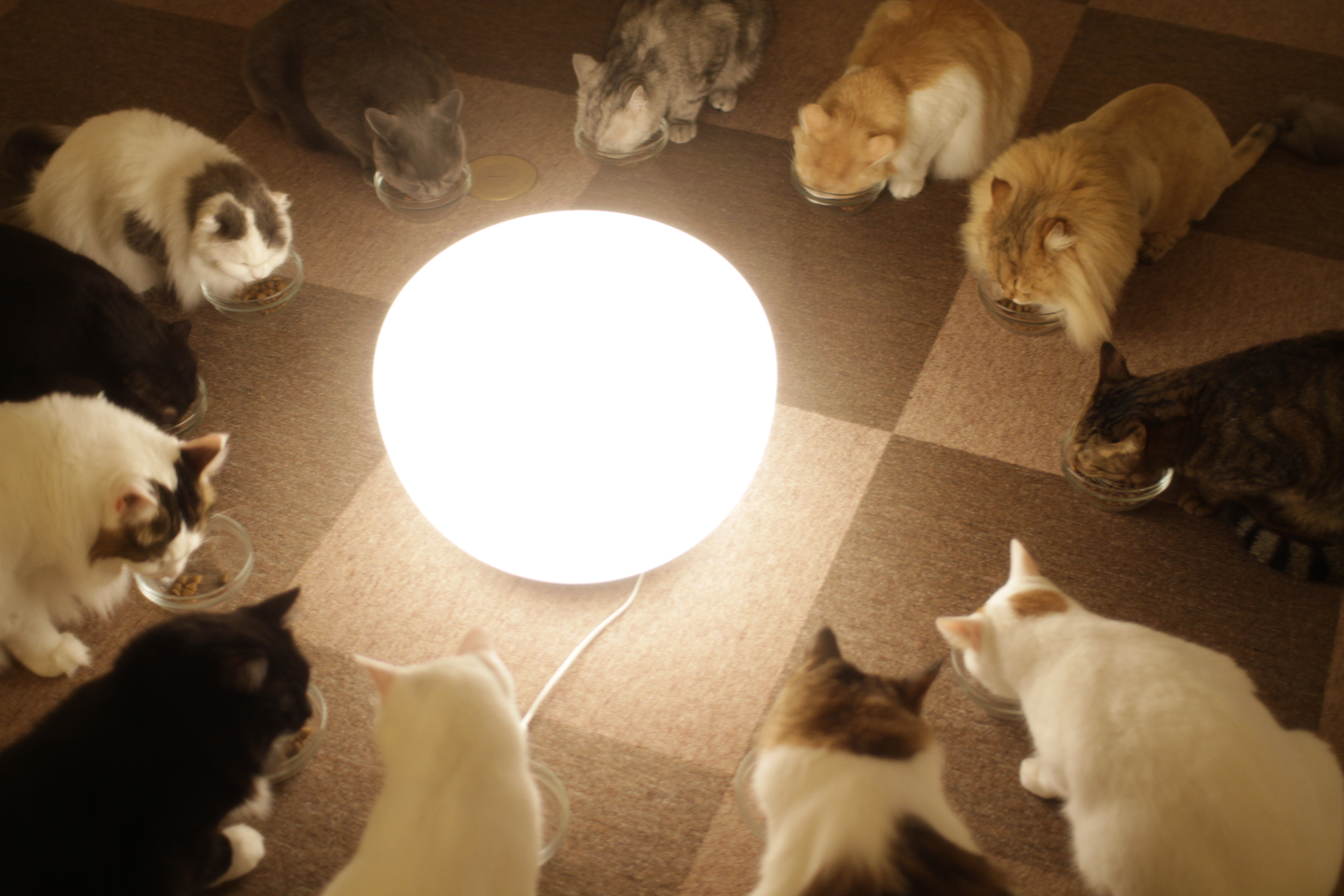
Vários gatos em um café de gatos japonês.

O primeiro café de gatos abriu em Taipei, em Taiwan em 1998, e se tornou popular com turistas japoneses e taiwaneses. No Japão, o primeiro café de gatos foi criado em Osaka em 2004.
Cafés de gatos se tornaram populares entre os japoneses, e o país tem pelo menos uma centena de cafés diferentes, o precursor sendo Neko no mise (猫の店) (猫の店?) de Norimasa Hanada, inaugurado em 2005. Sua popularidade é atribuída ao fato de que muitos Japoneses não podem possuir animais de estimação pois eles são proibidos em grande parte dos apartamentos. Além disso, a população urbana de grandes cidades japonesas considera estes gatos como companheiros anti-estresse.
O conceito foi exportado para a Europa com a abertura na Áustria do Neko Café em Viena. No entanto, apesar da ideia ser a mesma, o café de gatos austríaco existe em um espaço aberto, ao invés de fechada, mais semelhante a um café do que a um aluguel de gatos. Em 2012, o Neko Café tinha 6 gatos que vieram de um refúgio.
Em Paris, o primeiro café de gatos abriu em 2013 no bairro de Marais com o nome "Café des Chats ". No Canadá, o "Le Café des Chats – Cat Café" de Montreal abriu suas portas em 2014 e Montreal tornou-se a primeira cidade na América do Norte a abrir um Neko Cafe.
O primeiro cat café do Brasil abriu em Sorocaba em 2014, mas ao contrário de muitos países, no Brasil não é permitido que os animais circulem em um ambiente onde se serve comida, portanto os animais ficam em um ambiente separado e os clientes podem apenas vê-los.

## Variações

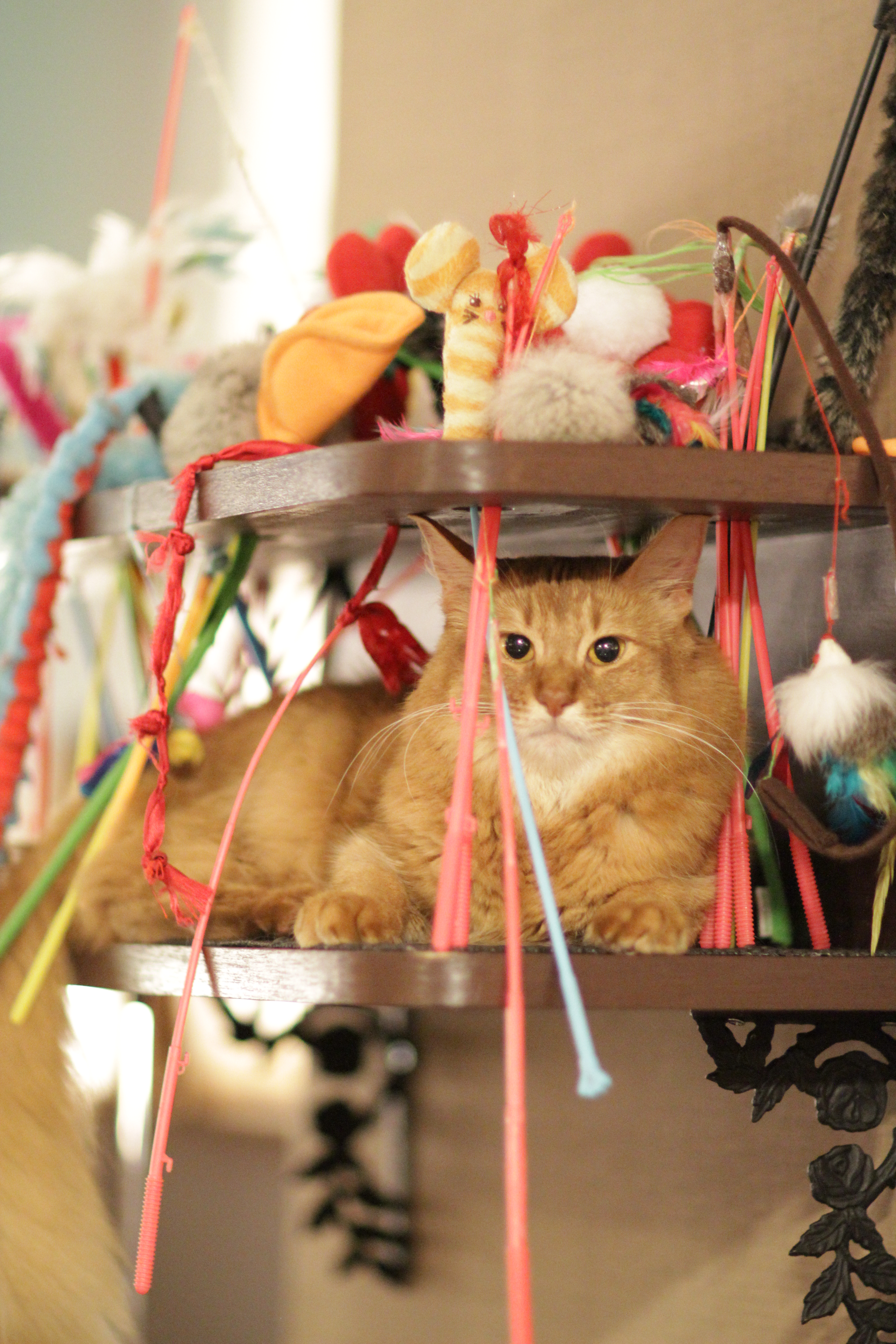
Muitos brinquedos para gatos são colocados à disposição do cliente.

Cafés de gatos podem oferecer gatos de várias cores e raças, mas alguns cafés temáticos têm um foco mais específico, como gatos pretos, gatos de raças raras, etc. Outros cafés focam na quantidade; o Calico em Tóquio por exemplo tem 53 gatos diferentes.
Após a moda de gatos, vários cafés passaram a se especializar em outros tipos de animais, como coelhos, ouriços, ovelhas, cachorros e até répteis.

## Bem-estar dos animais
No Japão o bem-estar dos animais é sujeito a regras rígidas e os cafés de gatos devem obter uma licença e obedecer regras estritas para a proteção dos animais. Os gatos não podem ser incomodados enquanto dormem e os clientes não podem tocá-los. Os clientes do café devem deixar suas coisas e lavar as mãos na entrada do café para garantir a higiene do lugar.
Em 2012, o preço para ficar em um café gatos no Japão era de aproximadamente 1000 ienes / hora durante a semana e 150 ienes por quinze minutos nos fins de semana.
Em 2012, no Japão, uma nova legislação foi posta em prática pelas autoridades japonesas para reforçar a proteção dos animais. Um toque de recolher foi introduzido em todos os bares com gatos. Desde então, depois das 20h, "a exibição pública de cães e gatos" está proibida. Os donos de cafés para gatos foram diretamente afetados por esta medida, uma vez que a maioria de sua clientela é composta de trabalhadores retornando no final da noite.